# 龙穴彩陶遗址
龙穴彩陶遗址，位于中国广东省中山市南朗镇龙穴村，为一处新石器时代遗址，由中山博物馆人员在1986年的一次野外考古中发现。1990年3月，列入中山市文物保护单位。